# Orfelia quasilineata
Orfelia quasilineata är en tvåvingeart som beskrevs av Edwards 1919. Orfelia quasilineata ingår i släktet Orfelia och familjen platthornsmyggor.
Artens utbredningsområde är Ecuador. Inga underarter finns listade i Catalogue of Life.